# Command & Conquer: Red Alert: Counterstrike
Command & Conquer: Red Alert: Counterstrike è la prima espansione del videogioco di strategico in tempo reale Command & Conquer: Red Alert. 
L'espansione include sedici nuove missioni a singolo giocatore, otto per ogni schieramento. Le nuove missioni non sono collegate con le campagne e quindi possono essere giocate in ogni ordine, senza vincoli. Sono state aggiunte nuove unità come il carroarmato sovietico Tesla (utilizzante una bobina Tesla come arma), i soldati cibernetici e molte unità possono utilizzare armi nucleari.
L'espansione contiene più di 100 nuove mappe per il gioco in rete e delle nuove musiche di Frank Klepacki.
In aggiunta vi sono delle missioni nascoste che permettono di combattere con delle formiche giganti come quelle che si vedono nei B-movie statunitensi degli anni cinquanta. Per attivarle bisogna cliccare sullo speaker in alto a destra del menu principale tenendo premuto il tasto shift o il tasto alt.